# Friedrich-Wilhelm-Kanal
Der Friedrich-Wilhelm-Kanal, vorher Müllroser Kanal, war die erste künstliche Wasserstraße, die die Oder mit der Spree verband. Er führte von Brieskow an der Oder bis Neuhaus an der Spree, war ca. 27 Kilometer lang und 1668 fertiggestellt worden.

## Geschichte
1558 beschlossen Kaiser Ferdinand I. und Kurfürst Joachim II. mit dem Vertrag von Müllrose den Bau des Kanals, der die habsburgischen Besitzungen Böhmen und Schlesien über Oder, Spree, Havel und Elbe mit der Nordsee verbinden sollte. Der Kaiser sollte den Teil zwischen der Spree und Müllrose an der Schlaube und der Kurfürst den Ausbau der in die Oder mündenden Schlaube übernehmen. Während der Kaiser den Bau seines Teils (den sogenannten Kaisergraben oder Alten Graben) sofort beginnen ließ, zögerte der Kurfürst wegen Geldmangel u. u. a. auch, weil er die größeren Vorteile aus diesem Projekt nicht bei sich, sondern beim Kaiser sah. Beim Tode des Kaisers 1564 hatte der Kurfürst noch nicht begonnen und das Projekt wurde aufgegeben.
Nachdem die Schweden 1630 die Herrschaft über Stettin erlangt hatten und nun drohten, die untere Oder zu blockieren, wurde das Kanalprojekt wieder aktuell. Kurfürst Friedrich Wilhelm nahm das Projekt wieder auf, wonach die Arbeiten am noch nicht existierendem östlichen Teil zwischen Müllrose und Brieskow 1662 begannen. Teile des Unterlaufs der Schlaube wurden kanalartig ausgebaut, und 1668 war der Neue Graben oder Müllroser Kanal fertiggestellt. Der gesamte Kanal (Alter und Neuer Graben) erhielt später zu Ehren des Großen Kurfürsten den Namen Friedrich-Wilhelm-Kanal.
Der Höhenunterschied von ca. 3,8 Meter zwischen der Spree und der Scheitelhaltung bei Müllrose wurde mit 2 Schleusen, der Unterschied von bis 23 m zwischen der Oder (je nach deren Wasserstand) und der Scheitelhaltung mit 11 Schleusen überwunden. Zwischen 1699 und 1716 wurden die bisher hölzernen Schleusen durch massiv gebaute ersetzt, wobei ihre Zahl auf 9 verringert werden konnte. Zwischen 1824 und 1868 wurden alle Schleusen noch einmal neu gebaut. Sie wurden zweischiffig und mit versetzten Häuptern für je zwei Finow-Maßkähne errichtet und waren tiefer (1,6 anstatt 0,7 m bisher).
Nach ihrem Sieg über die preußische Armee in der Schlacht bei Kunersdorf im Jahr 1759 hatten österreichische und russische Truppen Teile der Kanalanlagen zerstört.
Der Kanal war über 200 Jahre die wichtigste Verbindung zwischen Berlin und Breslau und mit den Wasserstraßen westlich von Berlin zur Elbe. Die mit der Kanalschifffahrt einhergehende Verringerung der Frachtkosten hatte bedeutende wirtschaftliche Auswirkungen auf die genannten Städte.
Ab den 1860er Jahren geriet der Kanal zunehmend an seine Kapazitätsgrenze, daher wurde 1886 der Bau eines neuen, des Oder-Spree-Kanals beschlossen. Dieser schließt schon in Berlin an die Spree an, benutzt von ihr nur ein etwa 13 km langes Stück bei Fürstenwalde und danach vom Friedrich-Wilhelm-Kanal auch nur einen etwa 11 km langen Teil (zwischen den ehemaligen Schleußen Buschschleuse (2,5 km nordöstlich von Neuhaus) und Schlaubehammer). Der von der Spree bis zur ehemaligen Buschschleuse reichende Teil des alten Kanals dient seit 1892 zur Speisung der Scheitelhaltung des neuen Kanals aus der Spree (Neuhauser Speisekanal). Der 13 Kilometer lange, auch noch bestehende, am Kriegsende 1945 aber unbrauchbar gemachte östliche Abschnitt des alten Kanals von Schlaubehammer bis zur Oder wird seit 1951 Brieskower Kanal genannt.
Seit 1992 versuchen die Gemeinden am Brieskower Kanal, diesen für touristische Zwecke zu nutzen. Am 25. April 1992 wurde in Groß Lindow der Förderverein „Friedrich-Wilhelm-Kanal 1992 e. V.“ gegründet. Sein Ziel ist die originalgetreue Wiederherstellung des Wasserbauwerks. Inzwischen restaurierte man das Kanaldenkmal an der Schleuse Weißenberg, rekonstruierte den früheren Treidelpfad zwischen den Schleusen Weißenspring und Hammerfort und baute einen alten Baukahn zum Treidelkahn mit einer Kapazität für 60 Personen um. Der Anglerverein Linde 35 e. V. Groß Lindow engagiert sich für die Hege und Pflege des Fischbestands sowie die Erhaltung des Kanals. Die über den deutschen Anglerverband publik gemachten Volksangeltage ziehen Angler aus der ganzen Bundesrepublik an.
In den Jahren nach 2000 wurde entlang des Friedrich-Wilhelm-Kanals ein asphaltierter Radweg (Oder-Spree-Tour) ausgebaut und die Fähre Kaisermühl durch eine Fußgänger- und Radfahrerbrücke ersetzt. Die alte Fähre wurde am Ufer abgelegt.

## Bilder

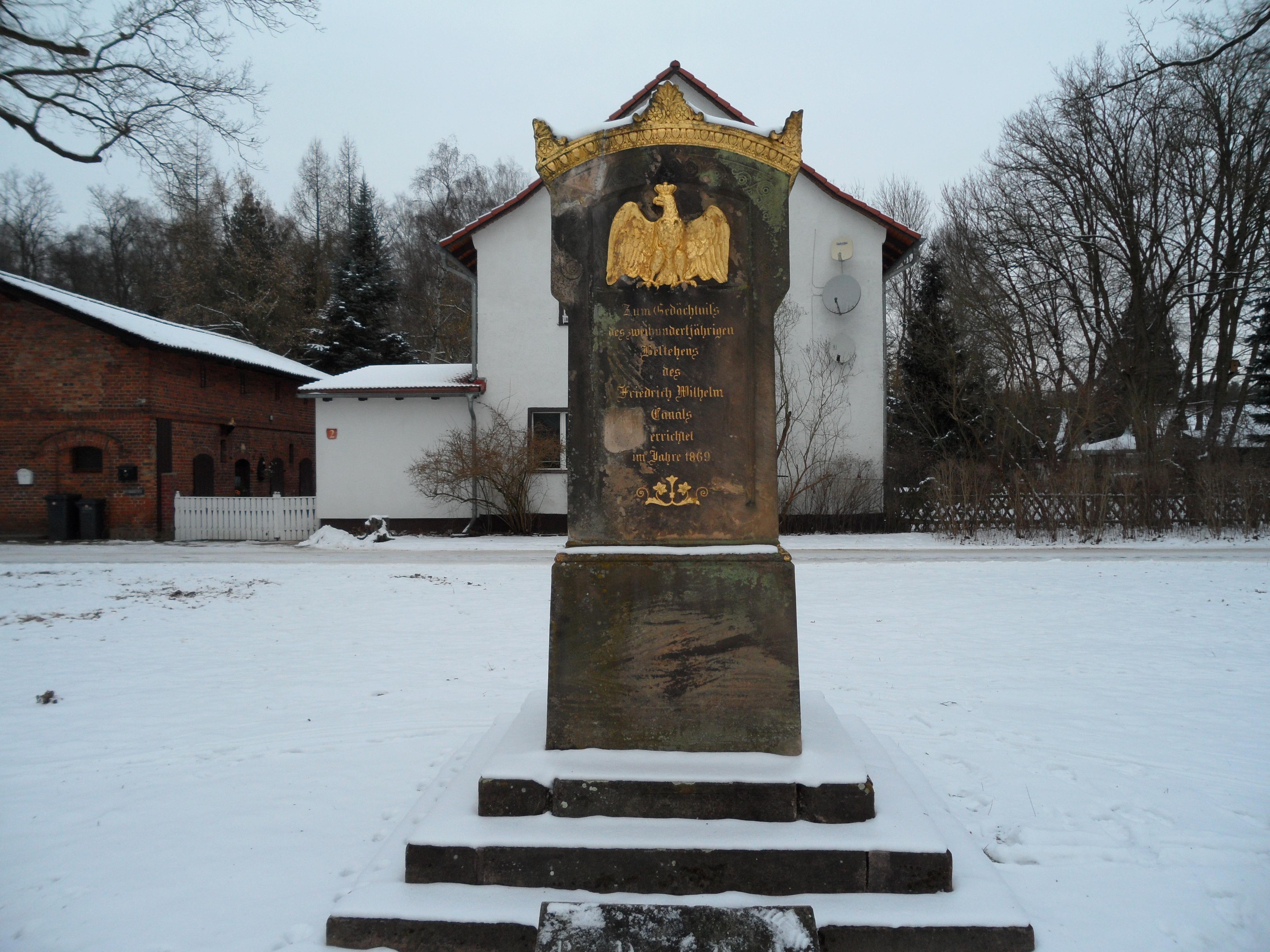
Denkmal zum zweihundertjährigen Bestehen des Friedrich-Wilhelm-Kanals in Groß Lindow, Brieskower Kanal
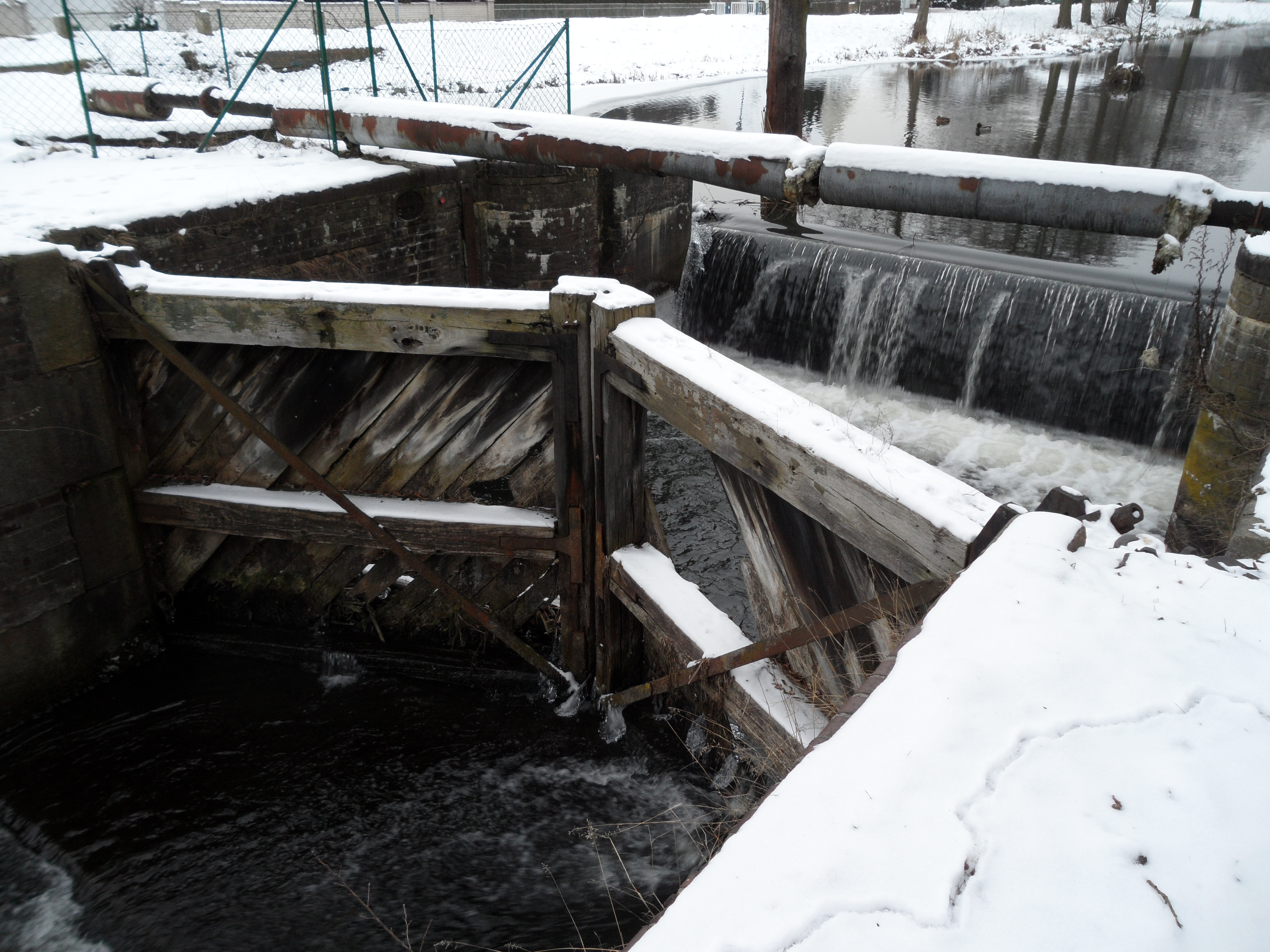
Schleuse in Groß Lindow, Brieskower Kanal
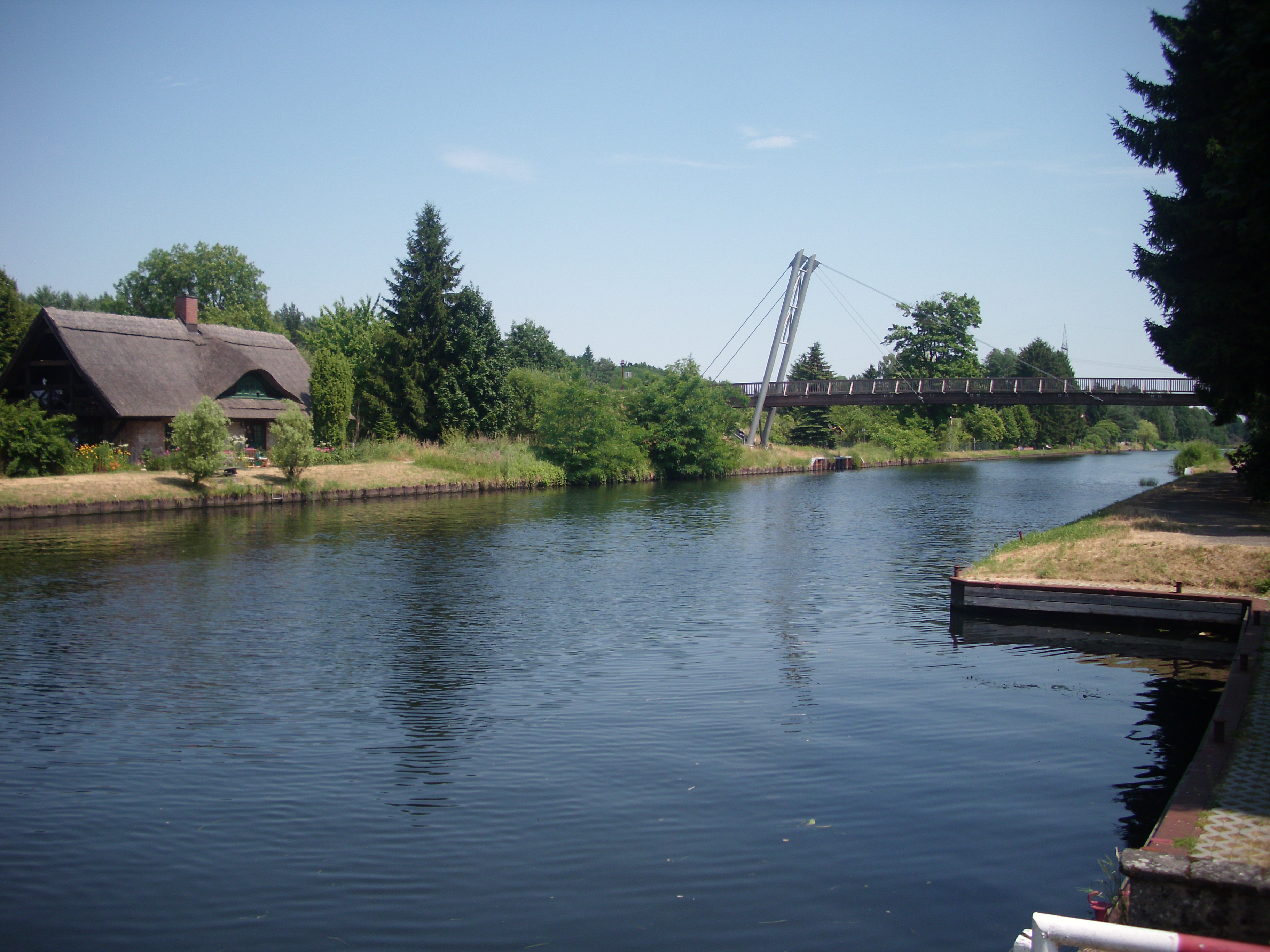
An der alten Fähre in Kaisermühl, Fußgängerbrücke über den Kanal im Hintergrund, Oder-Spree-Kanal

## Karten
- Folke Stender: Redaktion Sportschifffahrtskarten Binnen 1. Nautische Veröffentlichung Verlagsgesellschaft, ISBN 3-926376-10-4.
- W. Ciesla, H. Czesienski, W. Schlomm, K. Senzel, D. Weidner: Schiffahrtskarten der Binnenwasserstraßen der Deutschen Demokratischen Republik 1:10.000. Band 4. Herausgeber: Wasserstraßenaufsichtsamt der DDR, Berlin 1988, OCLC 830889996.